# Michelle Norris
Michelle Suzanne Claire Norris, soprannominata Chuck Norris (...), è una militare inglese medico del Royal Army Medical Corps, che si è distinta per azioni di eroismo durante la Guerra in Iraq del 2003.
Per le sue azioni è stata decorata con la croce militare al merito britannica (Military Cross), la prima donna nella storia dell'esercito del Regno Unito.

## Biografia
L'11 giugno 2006, nel corso di una delle più grandi e intense battaglie in Iraq dall'inizio del conflitto, un'operazione di ricerca ad Al Amarah vide la compagnia di Norris finire sotto il fuoco nemico da parte di un gruppo organizzato di oltre 200 uomini. Il soldato Norris, all'epoca di 19 anni, stava servendo come tecnico medico da combattimento assegnato al 1º Battaglione del Reggimento Reale Principessa del Galles. Norris saltò fuori dal suo veicolo di pattuglia Warrior e si arrampicò da un lato per recuperare il comandante del mezzo, il sergente Ian Pace, che era stato colpito alla bocca, il tutto sotto un pesante fuoco da parte dei cecchini nemici durante la notte. Un proiettile colpì la radio vicino al suo ginocchio mentre lei stava prestando soccorso al soldato ferito. Norris poi aiutò a trascinare il sergente dentro al veicolo sempre mentre era sotto tiro e assieme a Page venne evacuata da un elicottero Westland Lynx pilotato dal capitano (oggi tenente colonnello) William Chesarek dell'USMC (era parte di un programma di scambio ufficiali). Il suo ufficiale in comando propose di conferirle una medaglia per il coraggio e il 15 dicembre 2006 venne annunciato che avrebbe ricevuto la Military Cross, il terzo riconoscimento più importante nell'esercito britannico. Si tratta della prima donna nella storia a ricevere questo riconoscimento. La regina Elisabetta II le conferì la medaglia a Buckingham Palace il 21 marzo 2007. Contemporaneamente, Chesarek nello stesso giorno ricevette la Distinguished Flying Cross per il suo salvataggio.